# Lutas na Universíada de Verão de 1981

## Quadro de medalhas
| Ordem | País                  | Medalha de ouro | Medalha de prata | Medalha de bronze |    |
| ----- | --------------------- | --------------- | ---------------- | ----------------- | -- |
| 1     | URS União Soviética   | 10              | 5                | 4                 | 19 |
| 2     | ROM Romênia           | 6               | 5                | 2                 | 13 |
| 3     | JPN Japão             | 2               | 1                | 1                 | 4  |
| 4     | USA Estados Unidos    | 1               | 2                | 1                 | 4  |
| 5     | CUB Cuba              | 1               |                  | 1                 | 2  |
| 6     | BUL Bulgária          |                 | 3                | 4                 | 7  |
| 7     | KOR Coreia do Sul     |                 | 1                | 3                 | 4  |
| 8     | GDR Alemanha Oriental |                 | 1                | 1                 | 2  |
| 9     | YUG Iugoslávia        |                 | 1                | 1                 | 2  |
| 10    | CAN Canadá            |                 | 1                |                   | 1  |
| 10    | MGL Mongólia          |                 |                  | 1                 | 1  |
| 10    | POL Polônia           |                 |                  | 1                 | 1  |